# رکا صوفیه لازار-سابو
رکا صوفیه لازار-سابو (مجاری: Réka Zsófia Lázár-Szabó؛ زادهٔ ۱۱ مارس ۱۹۶۷) شمشیرباز اهل رومانی است.